# IC 1053
IC 1053 је спирална галаксија у сазвјежђу Волар која се налази на листи објеката дубоког неба у Индекс каталогу.
Деклинација објекта је + 16° 56' 49" а ректасцензија 14h 45m 43,2s. Привидна величина (магнитуда) објекта IC 1053 износи 14,3 а фотографска магнитуда 15,2. IC 1053 је још познат и под ознакама MCG 3-38-8, CGCG 105-20, PGC 52709.